# The Story of My Experiments with Truth
The Story of My Experiments with Truth (em português): A História das Minhas Experiências com a Verdade é um livro autobiográfico escrito por Mahatma Gandhi publicado em 1927.
O livro relata uma série de questões relativas à ética, liberdade, direitos humanos e exclusão social. Em 1999, o livro foi designado como um dos "100 Melhores Livros Espirituais do Século 20" por um comitê de autoridades espirituais e religiosas globais.

## Influências
Gandhi escreveu em sua autobiografia que as três mais importantes influências modernas em sua vida foram The Kingdom of God Is Within You, de Leo Tolstoy, Unto This Last de John Ruskin e o poeta Shrimad Rajchandra.